# درويش غورك (بابويي)
درویش غورك (بالفارسية: درویش غورک) هي قرية تقع في إيران في قسم بابويي الريفي. يقدر عدد سكانها بـ 34 نسمة .